# Šmigovec
Šmigovec és un poble i municipi d'Eslovàquia. Es troba a la regió de Prešov, al nord del país.

## Història
La primera referència escrita de la vila data del 1773.

## Demografia
| Godina             | 1994 | 2004    | 2014   | 2024   |
| ------------------ | ---- | ------- | ------ | ------ |
| Nombre de persones | 123  | 92      | 85     | 78     |
| Diferència         |      | −25,20% | −7,60% | −8,23% |

| Godina             | 2023 | 2024   |
| ------------------ | ---- | ------ |
| Nombre de persones | 79   | 78     |
| Diferència         |      | −1,26% |